# Heinrich von Stephan

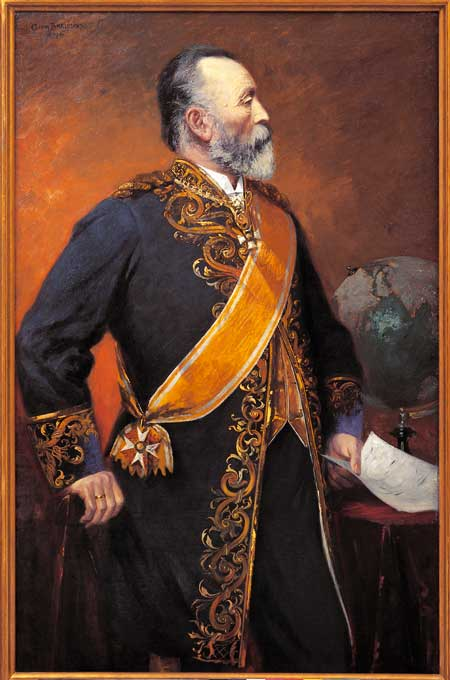
Georg Barlösius: Heinrich von Stephan, Gemälde (1897)

Ernst Heinrich Wilhelm Stephan, ab 1885 von Stephan (* 7. Januar 1831 in Stolp, Pommern; † 8. April 1897 in Berlin) war Generalpostdirektor des Deutschen Reichs, Organisator des deutschen Postwesens und Mitbegründer des Weltpostvereins. Er war kaiserlicher Wirklicher Geheimrat, Staatssekretär des Reichspostamts (1880–1897) und königlich preußischer Staatsminister (1895–1897), Mitglied des Preußischen Staatsrates und des Preußischen Herrenhauses (1872–1897) und Domherr von Merseburg. Besondere Bedeutung erlangte er als Sprachpfleger.

## Familie
Stephan entstammte einer pommerschen Familie und war das achte von zehn Kindern des Schneidermeisters Friedrich Stephan (1792–1860), Stadtverordneter und Ratsherr in Stolp, und der Marie Luise Weber genannt Döring (1794–1869).
Stephan heiratete in erster Ehe am 16. Juli 1855 in Hannover Anna Tomala (* 18. Oktober 1827 in Bonyhád, Ungarn; † 22. Mai 1862 in Berlin). In zweiter Ehe heiratete er am 24. September 1863 in Potsdam Elisabeth Balde (* 13. August 1841 in Berlin; † 6. Februar 1926 ebenda).

## Leben

### Ausbildung
Schon als Schüler des Stolper Gymnasiums fiel Heinrich Stephan durch außergewöhnliche Begabung auf. Die Reifeprüfung legte er vorzeitig und mit besten Noten ab. Daneben hatte er bei einem privaten Musiklehrer Geige und Klavier spielen gelernt. Mit guten Leistungen fiel Heinrich Stephan auch in seiner Lehrstelle bei der Stolper Post ab 20. Februar 1848 auf, so dass er, versehen mit einem ausgezeichneten Zeugnis, 1849 als Beamtenanwärter nach Marienburg kam. Bereits ein Jahr später war er Postassistent in der Oberpostdirektion Danzig.

### Laufbahn bei der Post

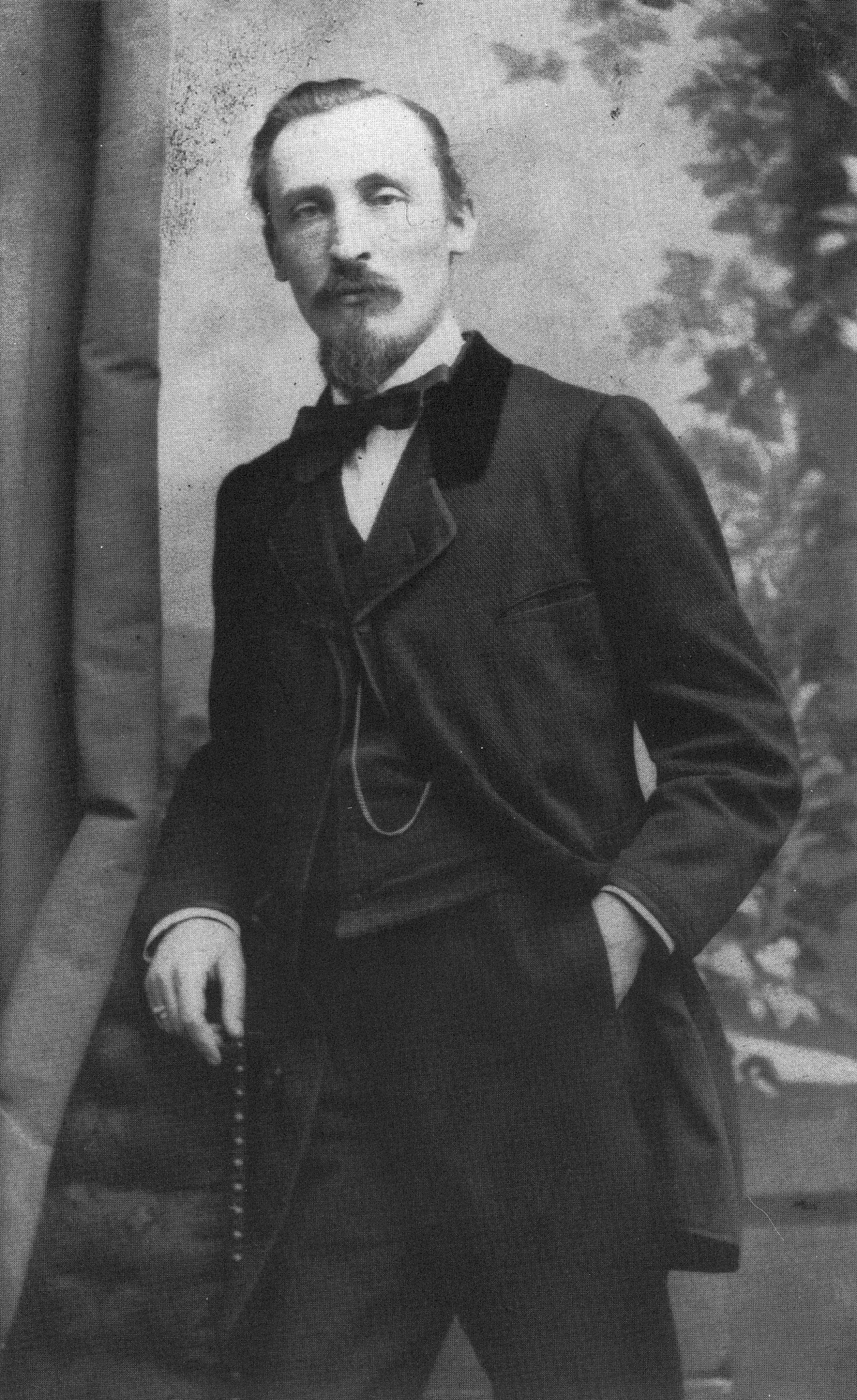
Heinrich Stephan, um 1855

Nach Ableistung seines einjährigen Dienstes beim preußischen Heer wurde er nach einem kurzen Zwischenspiel beim Berliner Generalpostamt nach Köln zur Oberpostdirektion versetzt. Hier hatte er hauptsächlich mit der Bearbeitung überseeischer Postrechnungen zu tun, und dabei entstanden wohl die ersten Ideen für die Vereinheitlichung des internationalen Postverkehrs. 1855 schloss Stephan seine Ausbildung endgültig mit der Absolvierung der Prüfung zum höheren Postdienst ab, ebenfalls wieder mit Auszeichnung. Anschließend kehrte er in das Generalpostamt Berlin zurück.
Zu seinen ersten Aufgaben im Generalpostamt zählte die Ausarbeitung eines Paketposttarifs für das Gebiet des Deutsch-Österreichischen Postvereins, der bei der deutschen Postkonferenz in München 1857 unverändert nach seinen Vorschlägen angenommen wurde. Stephan versuchte auch, den Annahme- und Abfertigungsdienst durch die Einführung der Poststenographie zu beschleunigen, konnte sich mit diesen Ideen jedoch nicht durchsetzen.
1860 war er als Vertreter auf der deutschen Postkonferenz in Frankfurt am Main, wo ihn die durch die zersplitterten Kleinstaaten verursachten organisatorischen Probleme in seinem Reformwillen bekräftigten. 1862 und 1863 erreichte er Postverträge mit Belgien und den Niederlanden, 1864 mit Spanien und Portugal. 1865 veröffentlichte er eine Denkschrift zur Einführung der Postkarte, die zwar vom preußischen Generalpostmeister wegen der „unanständigen Form“ der Mitteilungen und zu erwartender Einnahmeausfälle abgelehnt wurde, auf der fünften Konferenz des Deutschen Postvereins in Karlsruhe im November 1865 dennoch Gehör fand.
Nach Ausbruch des Deutschen Kriegs 1866 veröffentlichte Stephan eine Denkschrift, in der er der preußischen Regierung nahelegte, die Thurn- und Taxissche Post in Besitz zu nehmen, sobald es die militärischen Gegebenheiten zuließen. Nach dem Sieg im Deutschen Krieg besetzte Preußen die Freie Stadt Frankfurt und zwang Thurn und Taxis, in einem Abtretungsvertrag dem preußischen Staat die Posteinrichtungen zu überlassen. Der Vertrag wurde am 28. Januar 1867 ratifiziert, und die Übergabe erfolgte am 1. Juli 1867. Stephan schloss unterdessen Postverträge mit den Vereinigten Staaten von Amerika, Norwegen, Dänemark, der Schweiz, Italien und Schweden. 1868 wurde er zum Geheimen Oberpostrat befördert. Abermals verfasste er zahlreiche Schriften, darunter seine „Denkschrift betreffend den allgemeinen Postkongreß“ (1868), in der er Grund- und Leitsätze für eine weltumspannende Postgemeinschaft darlegte.

### Generalpostdirektor
Nach Ausbruch des Deutsch-Französischen Krieges 1870 wurde Stephan vom Reichskanzler Otto von Bismarck zum Generalpostdirektor und damit Chef der Postverwaltung des Norddeutschen Bundes ernannt. Während des Krieges schuf er einen rationellen Feldpostapparat.
Nach Kriegsende und Gründung des Deutschen Kaiserreichs stand Stephan als Generalpostdirektor der gesamten Reichspostverwaltung vor und besiegelte im Winter 1872/73 den bereits länger verhandelten deutsch-französischen Postvertrag, außerdem schloss er neue Verträge mit Spanien und Portugal sowie einigen südamerikanischen Staaten. Zudem führte er einschneidende Reformen der Beamten- und Betriebsverhältnisse der Reichspost durch. Auf seine Initiative hin wurde für die Postbediensteten eine Unfall-, Kranken- und Altersversicherung eingeführt und die etwa 2000 unter seiner Leitung neu errichteten Postgebäude wurden mit modernen und zweckmäßigen Arbeitsräumen ausgestattet.
Das Kaiserliche Generalpostamt regte am 4. Januar 1872 durch Erlass von Stephans die Gründung von „Spar- und Vorschussvereinen“ für Postbeamte an. 1872 erfolgte die Gründung von 36 Vereinen mit 12.067 Mitgliedern. Aus diesen später Post-Spar- und Darlehnsvereine genannten Organisationen entstand die bis heute bestehende PSD-Bankengruppe mit etwa 1,2 Millionen Kunden, 600.000 Mitgliedern und 14 selbstständigen Banken (Stand 2015).
Die bedeutendste Leistung von Heinrich von Stephan ist die Schaffung des Weltpostvereins. Durch sein diplomatisches Geschick gelang es ihm, am 15. September 1874 Postvertreter aus 22 Staaten zum ersten Weltpostkongress in Bern zusammenzuführen. Aus dem dort gegründeten „Allgemeinen Postverein“ entstand später der „Weltpostverein“, dem am Ende des Jahrhunderts außer China alle wichtigen Staaten der Erde angehörten. Mit ihm gelang es, im internationalen Postverkehr einheitliche Standards einzuführen und separatistische Hemmnisse abzubauen.
75 Jahre Weltpostverein, 30 Pf Deutsche Post

Link zum Bild

Auch das ehemalige Reichspostmuseum, heute Museum für Kommunikation Berlin, wurde 1872 von Stephan gegründet. Die Universität Halle verlieh ihm für seine wissenschaftlichen Veröffentlichungen 1873 die Ehrendoktorwürde. 1875 schloss er außerdem das Telegrafenwesen der Post an und verband alle wichtigen Städte Deutschlands mit Telegrafenkabeln.

### Staatssekretär des Reichspostamts

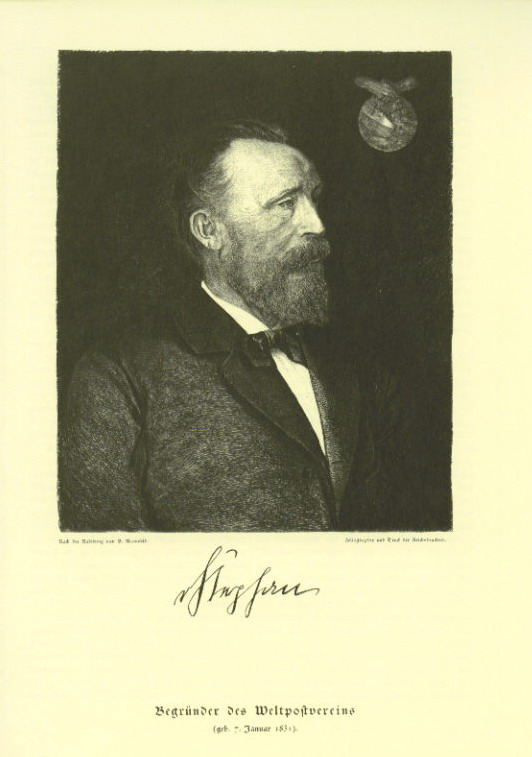
Porträt als Staatssekretär (1885)

Zum 1. Januar 1876 übernahm Stephan das Amt des Generalpostmeisters, dessen Zuständigkeitsbereich die vormaligen Abteilungen I (Postwesen) und II (Telegraphenwesen) des Reichskanzleramts zusammenfasste. Daraus ging 1880 schließlich das Reichspostamt hervor, dem Stephan als erster Staatssekretär vorstand. Am 26. Oktober 1877 ließ er erste Fernsprechversuche in Berlin zwischen dem Generalpostamt und dem Generaltelegrafenamt durchführen. Dieses Datum gilt als Geburtstag der Telefonie in Deutschland. Zwischen 1877 und 1881 baute er mit der leitenden Absicht, „jedem Bürger womöglich ein Telephon zu jedem anderen zur Disposition zu stellen“, das Telefonnetz in Deutschland auf.
In den deutschen Kolonien und Schutzgebieten ließ von Stephan das Post- und Fernmeldewesen aufbauen.
Am 19. März 1885 wurde Stephan durch Kaiser Wilhelm I. in den Adelsstand erhoben, 1895 wurde er Staatsminister.

### Stephan als Schriftsteller und Sprachpfleger
Noch während der Ausbildung zog es ihn zur Schriftstellerei und zum Journalismus. Bei der Kölnischen Zeitung schrieb er über Theater und Musik.
1858 verfasste der 27-Jährige einen Leitfaden für die schriftlichen Arbeiten im Postwesen, der lange als Ausbildungshandbuch „Kleiner Stephan“ in Gebrauch blieb. Im selben Jahr vollendete er auch sein umfangreiches Werk Die Geschichte der Preußischen Post von ihrem Ursprung bis auf die Gegenwart, das entgegen dem Titel nicht nur die Geschichte der Post in Preußen, sondern die gesamte postalische Entwicklung in Europa darstellt. Dieses Standardwerk zur Postgeschichte erschien 1859 im Verlag des Königlichen Geheimen Ober-Hofbuchdruckerei, Decker, in Berlin. Außerdem erschien im selben Jahr im Amtsblatt sein Aufsatz „Über die britische Portoreform Rowland Hills von 1840“, in der er die Einführung des britischen Einheitsportos unter Rowland Hill begrüßt. Für das Rotteck-Welckersche Staatslexikon  verfasste er mehrere größere Aufsätze über das Post- und Telegraphenwesen. In Friedrich von Raumers beliebtem Almanach Historisches Taschenbuch für 1868 und 1869 schrieb er Aufsätze über das Verkehrswesen im Altertum und Mittelalter. In der Zeitschrift Unsere Zeit (bei F. A. Brockhaus, Leipzig) erschienen 1870 seine Aufsätze „Der Suezkanal und seine Zukunft“ sowie „Die Weltverkehrstraßen zur Verbindung des Atlantischen und des Stillen Ozeans“. Seine Hinwendung zu internationalen Themen, Kolonien und exotischen Zielen führte ihn zu seinem Buch Das heutige Aegypten. Ein Abriss seiner physischen, politischen, wirthschaftlichen und Cultur-Zustände, das F. A. Brockhaus in Leipzig 1872 verlegte. Seine letzte, recht visionäre postfachliche Publikation war ein Vortrag zu „Weltpost und Luftschiffahrt“ (1874). Darüber hinaus initiierte Stephan zahlreiche Arbeiten anderer Autoren, amtliche und halbamtliche Schriften und Handbücher, und hatte Anteil an der Gründung der amtlichen Zeitschrift Archiv für Post und Telegraphie.
Im Zusammenhang mit seinem schriftstellerischen Interesse stehen seine Verdienste auf dem Gebiet der Sprachpflege. Er bemühte sich um verständliche deutsche Ausdrücke im behördlichen Sprachverkehr. Mit Erlass vom 21. Juni 1875 führte er 671 Verdeutschungen im Postwesen ein, darunter „Briefumschlag“ (statt des bis dahin üblichen französischen couvert), „Einschreiben“ (statt recommandé), „Postkarte“ (Correspondenzkarte), „postlagernd“ (poste restante), „Nachnahme“ (remboursement) und „Einlieferungsschein“ (récépissé). Er gilt daher als ein Vertreter des deutschen Sprachpurismus. 1887 ernannte ihn der Allgemeine Deutsche Sprachverein zu seinem ersten Ehrenmitglied.
Stephan schrieb privat Lyrik. Kurz nach der Kapitulation von Straßburg im September 1870 eröffnete Stephan ein neues Hauptpostamt. Aus diesem ersten Besuch im Elsass entstand eine besondere Beziehung zur Region. Sie drückte sie sich aus in einer Sammlung von Gedichten, die 1895 als Klänge aus den Vogesen veröffentlicht wurden. Sie erschienen unter dem Pseudonym Curt Rappolt – eine Anspielung auf einen Sommeraufenthalt im Ort Rappoltsweiler (heute Ribeauvillé) –, aber es war bekannt, wer der Autor war. So machte im Erscheinungsjahr eine Beilage der Tageszeitung Berliner Börsen-Courier mit dem Titel „Der Generalpostmeister als Lyriker“ auf.

### Tod und Grabstätte

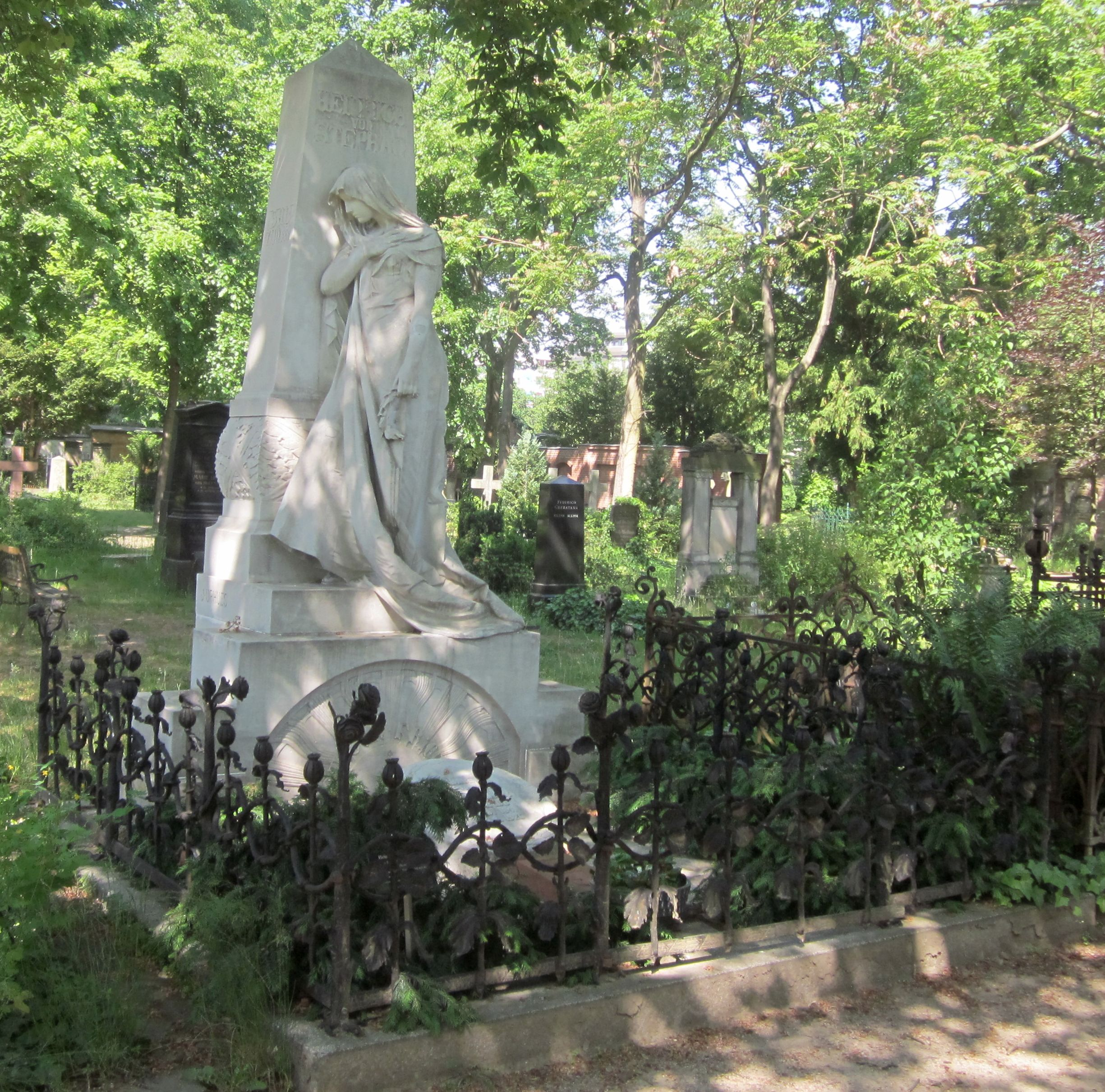
Ehrengrab von Heinrich von Stephan in Berlin-Kreuzberg

Eine schwere Diabeteskrankheit und eine daraufhin erfolgte Beinamputation setzten seinem Schaffen ein Ende. Heinrich von Stephan erlag seiner Krankheit im Alter von 66 Jahren am 8. April 1897 im Reichspostamt, Leipziger Straße 15.
Die Trauerfeier, geleitet von Ernst Dryander, fand am 11. April im Beisein zahlreicher Honoratioren, angeführt von Kaiser Wilhelm II. und Reichskanzler Chlodwig zu Hohenlohe-Schillingsfürst, im Lichthof des noch nicht fertiggestellten Erweiterungsbaus des Reichspostamtes an der Ecke von Leipziger Straße und Mauerstraße statt. Anschließend erfolgte mit viel Prunk und unter starker Anteilnahme der Berliner Postbediensteten sowie der Öffentlichkeit in einem eine Dreiviertelstunde andauernden Trauerzug die Überführung des Sarges zum Dreifaltigkeitsfriedhof I vor dem Halleschen Tor, wo Heinrich von Stephan beigesetzt wurde.
Das von Joseph Uphues gestaltete Grabdenkmal aus Marmor zeigt eine an einen Obelisken gelehnte Trauernde. Die Ausführung des Denkmals erfolgte in der Werkstatt von Valentino Casal. Im Winter wird das Grabmal zum Schutz vor Frostschäden von der Museumsstiftung Post und Telekommunikation, die von der Deutschen Post AG und der Deutschen Telekom getragen wird, eingehaust.

## Ehrungen
- 1884 wurde Stephan zum Ehrenmitglied der Göttinger Akademie der Wissenschaften gewählt.[17]
- 1888: Stephansort in Neuguinea
- 1902/1903 wurde bei der Stettiner-Maschinenbau-AG-Vulcan-Werft für die Norddeutschen Seekabelwerke Nordenham, ein Kabeldampfer gebaut, der zu Ehren von Heinrich von Stephan den Namen Stephan erhielt.[18]
- Nach seinem Tode errichtete man im Lichtsaal des von ihm geschaffenen Postmuseums ein monumentales Denkmal, das jedoch in den 1950er Jahren auf Geheiß der DDR-Führung vernichtet wurde.
- In vielen deutschen Städten wurden Straßen und Plätze nach ihm benannt (Berlin,[19] Bonn, Chemnitz, Darmstadt, Düren, Emden, Frankfurt am Main, Freiburg, Gelsenkirchen, Göttingen, Hamburg, Karlsruhe, Köln, Leverkusen,[20] Mannheim, Naumburg, Münster, Oberhausen, Pforzheim, Rostock, Stuttgart).
- Die reformpädagogische Heinrich-von-Stephan-Gemeinschaftsschule in Berlin trägt seinen Namen.
- Die Ehrenbürgerschaft verliehen ihm die Städte Bremen, Bremerhaven, Dortmund, Köln, Schwerin und Stolp.
- Seit 1998 erinnert vor dem Hauptpostamt in Schwerin ein 1898 enthülltes Denkmal mit einem marmornen Porträtrelief von Bildhauer Wilhelm Wandschneider, das ursprünglich am Nordufer des Schweriner Pfaffenteichs aufgestellt war, an Heinrich von Stephan.
- Ihm zu Ehren wurden mehrere Briefmarken veröffentlicht.[21]
- In Westerland auf Sylt steht ein Denkmal vom Bildhauer Hugo Berwald, da Stephan als Erster konkrete Pläne für einen Damm zwischen der Insel Sylt und dem Festland ausarbeitete.
- Die Heinrich-von-Stephan-Stiftung wurde am 25. April 1947 aus Anlass des 50. Wiederkehr seines Todestages von der Deutschen Bundespost gestiftet.
- Seit 1952 wird die nach ihm benannte Heinrich-von-Stephan-Plakette an verdiente Persönlichkeiten aus Wissenschaft, Wirtschaft und auf dem Gebiet der Post- und Telekommunikationsdienstleistungen verliehen. Ursprünglich verlieh der Bundespostminister, später der Bundeswirtschaftsminister.
- Seit 1858 war Heinrich von Stephan ein Mitglied im Bund der Freimaurer, er wurde in die Freimaurerloge Teutonia zur Weisheit in Potsdam aufgenommen[22]
- Auf Beschluss des Berliner Senats ist die letzte Ruhestätte von Heinrich von Stephan auf dem Berliner Dreifaltigkeitsfriedhof I (Grablage DV2-SA-9) seit 1952 als Ehrengrab des Landes Berlin gewidmet. Die Widmung wurde im Jahr 2016 um die inzwischen übliche Frist von zwanzig Jahren verlängert.[23]

## Sprachpflege
Eines seiner großen Anliegen war die Sprachpflege. Um die überwiegend französischen Begriffe aus der deutschen Postsprache zu entfernen, erließ er 671 Verdeutschungen, die ab dem 21. Juni 1875 im Postwesen verwendet werden mussten. Sein Ziel war, der deutschen Sprache die „zahllosen Wildlinge“ auszutreiben. Er schuf somit „eine Gasse, die sich schnell erweiterte und bald von dem einzelnen Verwaltungsgebiete der Post siegreich eindrang, in alle Gebiete unserer Behörden, in die Gesetzgebung, das Heerwesen, die Eisenbahn- und Bauverwaltung, die Schule und das gesamte Schrifttum.“
Aufgrund dieser Errungenschaften für den gesamten deutschsprachigen Raum ernannte ihn der Allgemeine Deutsche Sprachverein 1887 zu seinem ersten Ehrenmitglied.

## Galerie

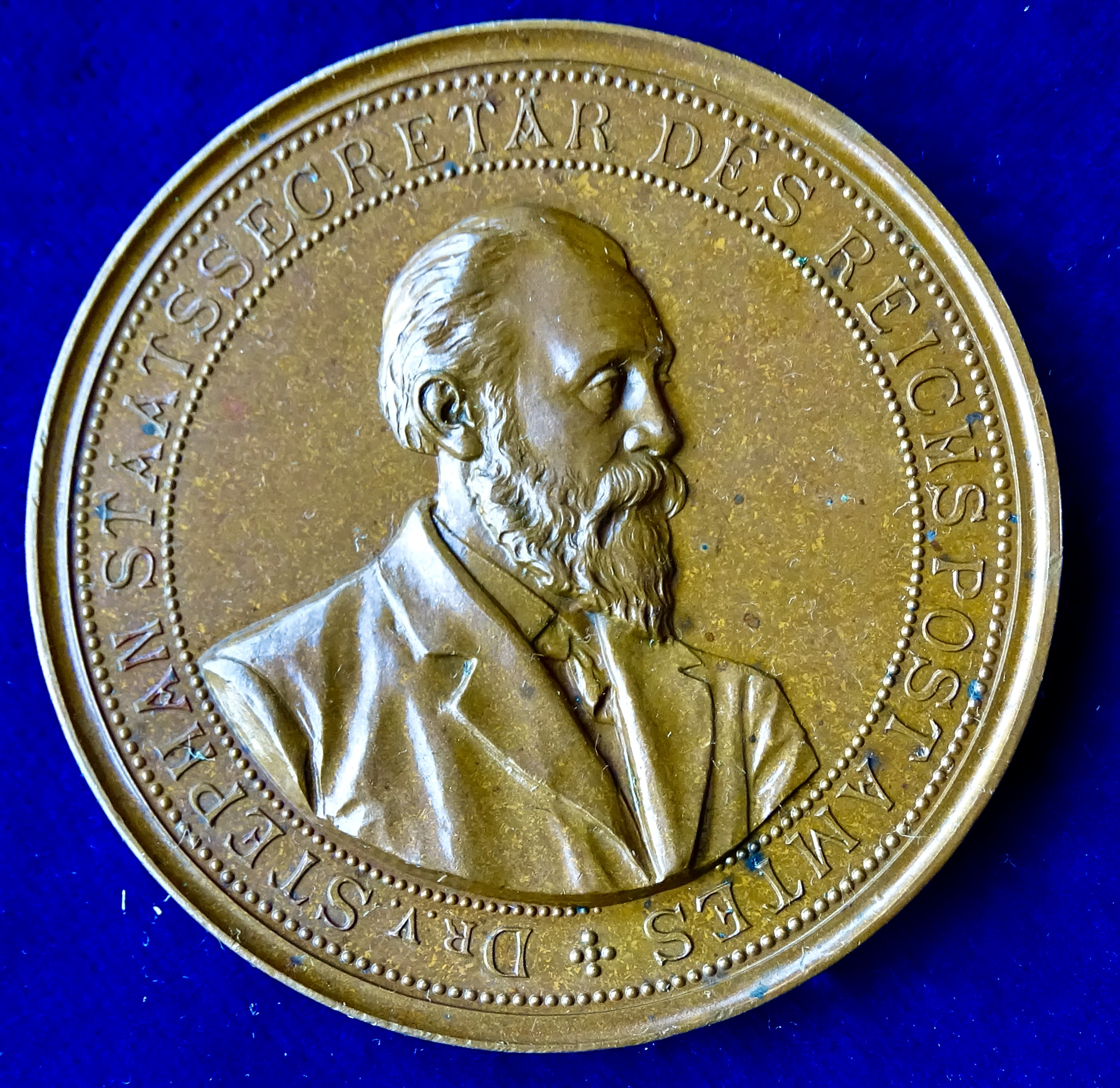
Medaille des Porträts Heinrich von Stephans 1887 …
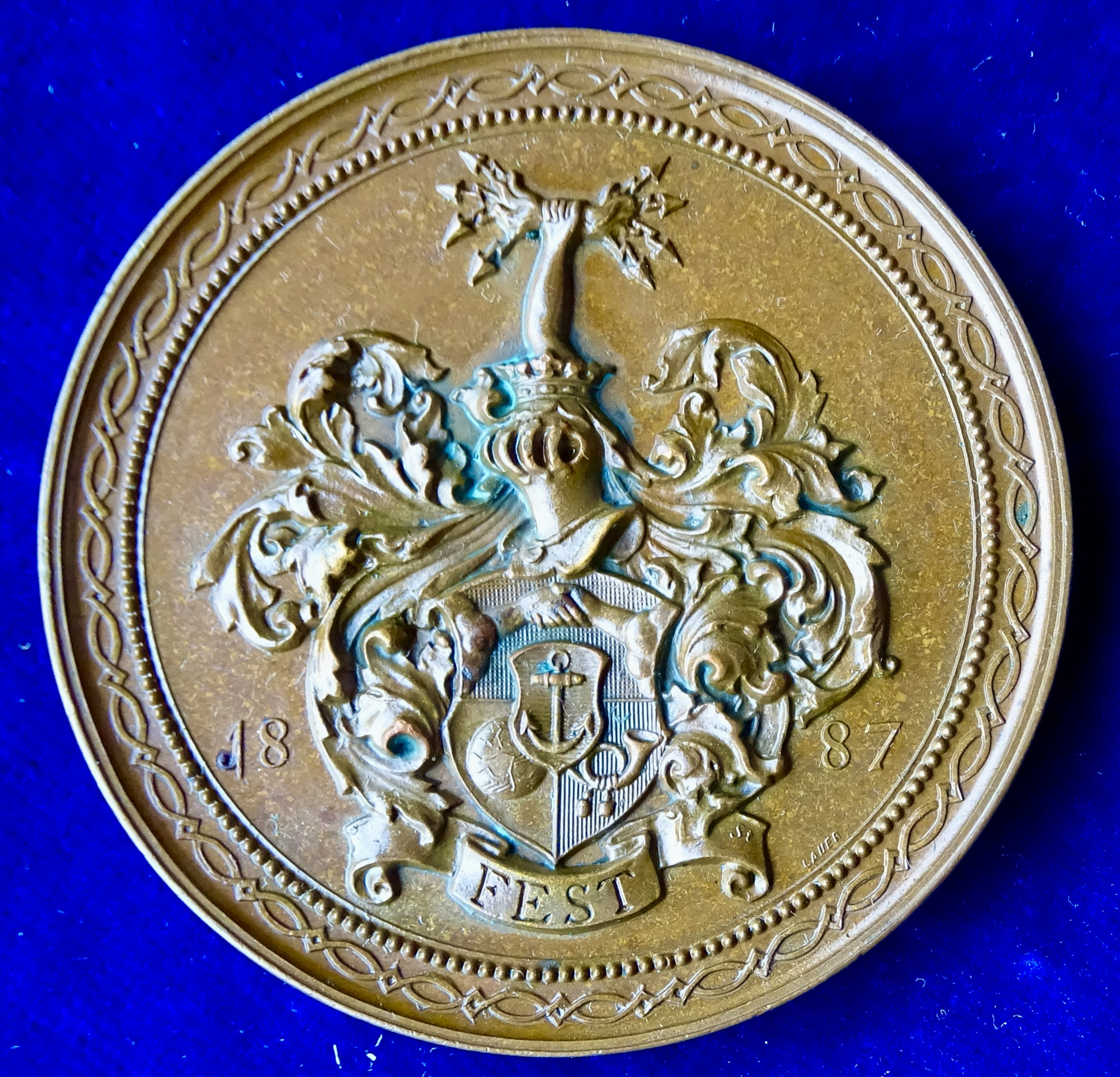
… nach seiner Erhebung in den Adelsstand
Briefmarke zum 100. Todestag
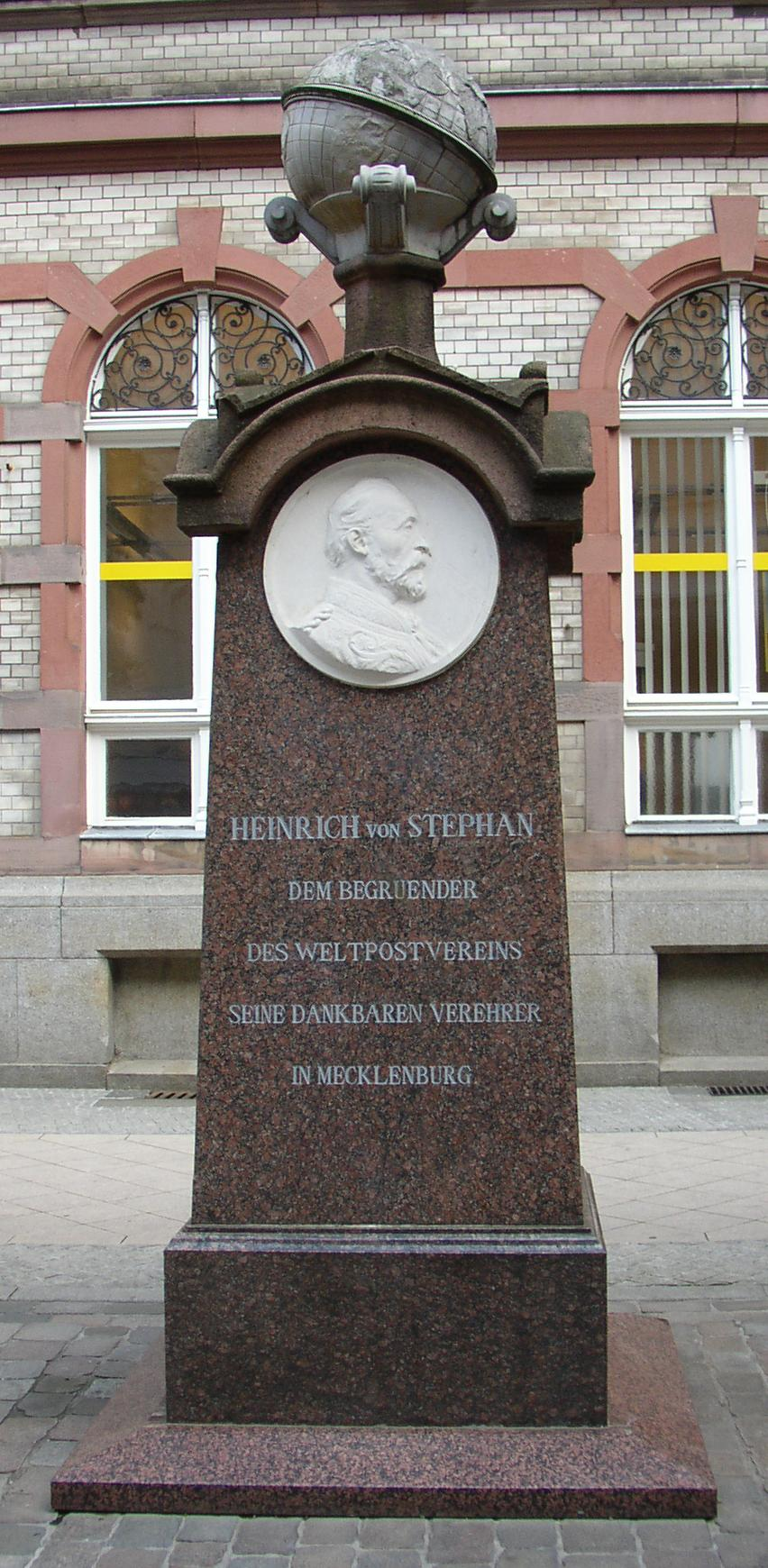
Denkmal in Schwerin vor dem ehemaligen OPD-Gebäude
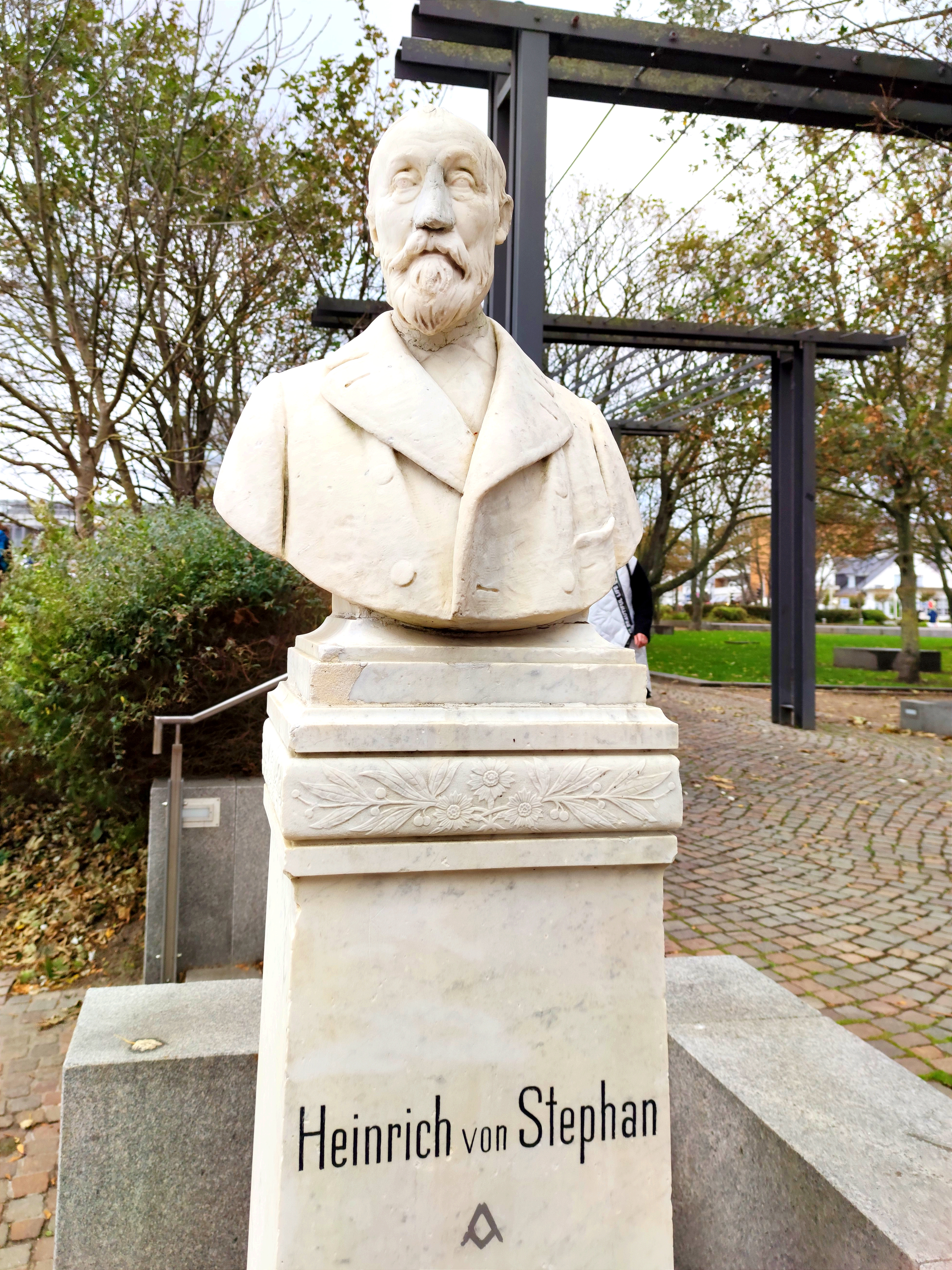
Denkmal in Westerland
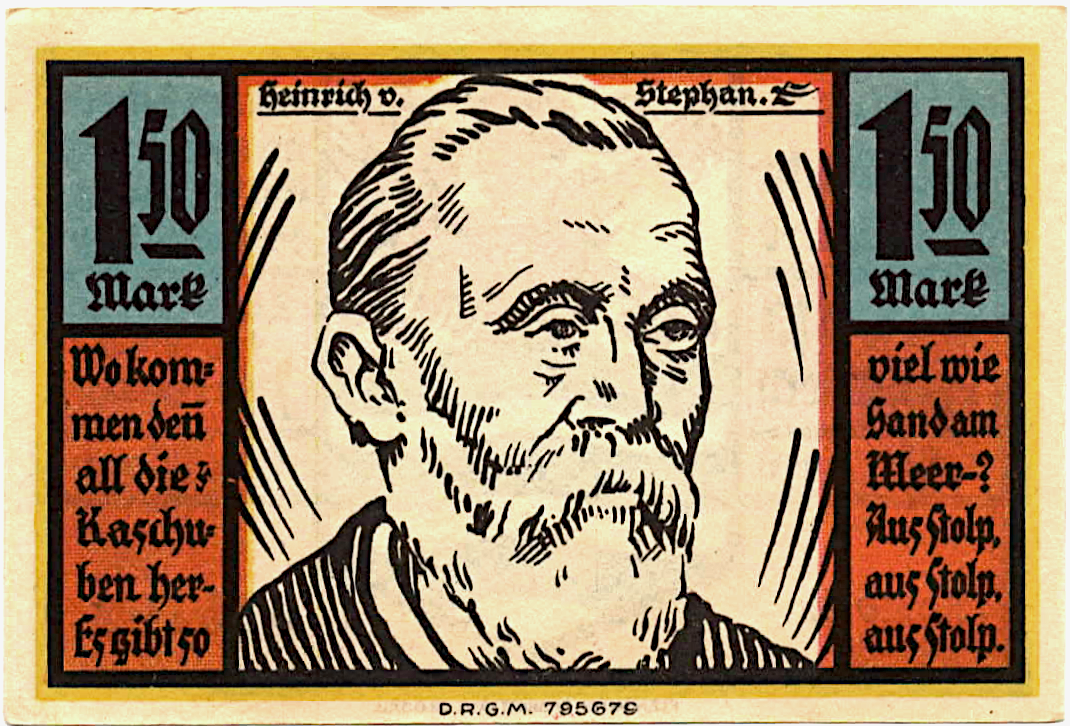
Heinrich von Stephan auf einem Notgeldschein aus Stolp von 1922